# شعار كردستان العراق
شعار حكومة إقليم كردستان العراق، هو عبارة عن عقاب يحمل شمسًا على جناحيه. تتكون الشمس من ثلاثة ألوان حمراء وصفراء وخضراء تمثل علم كردستان. في النسخة الأخيرة من الشعار كُتبت كلمات «حكومة إقليم كردستان» عليه باللغات الكردية والعربية والإنجليزية (من الأعلى إلى الأسفل).

## الخلفية
يعتمد شعار حكومة إقليم كردستان العراق على رمزية حديثة وقديمة: فالنسر نفسه كان شعار الإمبراطورية الميدية القديمة، في حين أن الشمس استخدمت كتمثيل رمزي لشمال بلاد ما بين النهرين (كردستان) في عدة زخارف قديمة يعود تاريخها إلى فترة الفترة الحورية المبكرة.
الرقم 4 بارز في التصميم: 4 أجنحة بريش و4 ذيول بريش و4 نقاط بوصلة حمراء و4 نقاط بوصلة خضراء هذا لأن كردستان الكبرى مقسمة بين أربع دول (تركيا والعراق وإيران وسوريا) ولأن كردستان العراق تتكون من أربع محافظات شمالية عراقية وهي أربيل ودهوك وكركوك والسليمانية.[بحاجة لمصدر] ومع ذلك، ورغم أن القوات الكردستانية تسيطر عليها، فإن كركوك كانت محل نزاع مع العراق وليست جزءً من المنطقة المتمتعة بالحكم الذاتي حتى يونيو 2014 عندما دخلت قوات البيشمركة إليها.
أصبح النسر مرتبطًا بتاريخ سلطان مصر وسوريا، صلاح الدين الأيوبي (ذو الأصل الكردي)، وقد صار شعار "نسر صلاح الدين"، منذ منتصف القرن العشرين، رمزًا للقومية العربية فهو موجود في علم مصر وهو مستخدم حاليًا كشعار فيها وفي العراق وفلسطين وليبيا وسبق أن كان شعارًا لدول شرق أوسطية سابقة مثل الجمهورية العربية المتحدة وجنوب اليمن.

## شعار آخر استخدمه الكرد
- شعار جمهورية مهاباد

## وصلات خارجية
- إصدارات الطباعة
- إصدارات بعدة صيغ (PDF, CMYK, 285 KB)
- إصدارات مماثلة (PDF, RGB, 298 KB)